# 阿雷迈埃
阿雷迈埃，是主要使用于爱沙尼亚的愛沙尼亞語姓。以下知名人物使用此姓：
- 阿努·阿雷迈埃（西班牙语：Anu Aaremäe）（1974年4月20日－），爱沙尼亚时装设计师、记者。
- 亚历山大·阿雷迈埃（1904年8月24日－1966年3月6日），爱沙尼亚上尉。